# Antoni Gruszecki (ksiądz)
Antoni Gruszecki (ur. 1850 w Łodygowicach, zm. 1930 w Krakowie) – polski duchowny katolicki, wikariusz Bazyliki Mariackiej, proboszcz podgórski i szambelan papieża, radca miejski.

## Życiorys

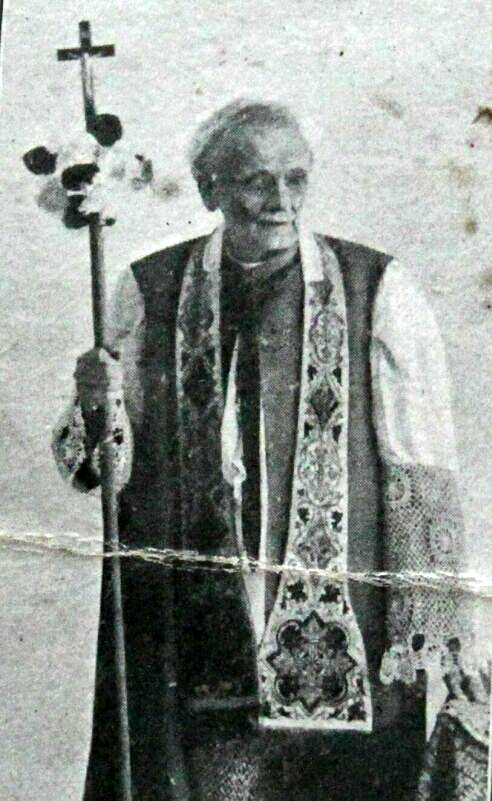
Ks. A. Gruszecki podczas jubileuszu pięćdziesięciolecia posługi kapłańskiej. 5 sierpnia 1928 roku w Łodygowicach

Urodził się w Łodygowicach w 1850 roku. Święcenia otrzymał w Tarnowie 5 sierpnia 1878 roku. W 1886 roku został proboszczem i administratorem kościoła św. Klemensa w Wieliczce.
Będąc wikarym w kościele Mariackim w Krakowie, w latach 1884–1888 pozował  Janowi Matejce do obrazu Kościuszko pod Racławicami.
Później został proboszczem w Krakowie w Podgórzu. Przyczynił się do zbudowania w latach 1905–1909 kościoła św. Józefa w Podgórzu. W 1892 r. zorganizowano komitet budowy kościoła i wybrano projekt, którego autorami byli Józef Kryłowski i Ignacy Sowiński. Nowy kościół miał być skromną, jednowieżową budowlą, jednak ks. Gruszecki wybrał inny projekt, autorstwa Jana Sas-Zubrzyckiego. Był to projekt świątyni w stylu neogotyckim, prezentowany na wystawie w Pałacu Sztuki w Krakowie i nagrodzony II nagrodą w konkursie na kościół Chrystusa Zbawiciela w Warszawie. 
Przez wiele lat Antoni Gruszecki był dziekanem dekanatu wielickiego i otrzymał godność szambelana papieskiego.

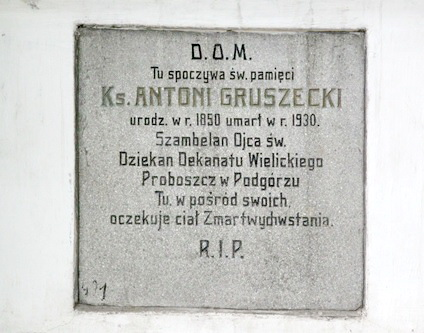
Nagrobek księdza Antoniego Gruszeckiego w Łodygowicach

Zmarł w Krakowie w 1930 roku. Pochowany na cmentarzu w Łodygowicach w II kaplicy cmentarnej.

## Rodzina
Jego bratanek, Jan Gruszecki, był wójtem Woli Duchackiej (obszar Krakowa wchodzący w skład Dzielnicy XI Podgórze Duchackie).
Prawnuk jego brata, Grzegorz Gruszecki (ur. 21 maja 1967, Bielsko-Biała) – ksiądz kanonik mgr, proboszcz przyrynkowej parafii katedralnej pw. Narodzenia NMP w Żywcu, ojciec duchowny Seminarium w Krakowie.